# Rivière au Tonnerre (vattendrag i Kanada, lat 49,35, long -74,07)
Rivière au Tonnerre är ett vattendrag i Kanada.   Det ligger i provinsen Québec, i den östra delen av landet, 500 km norr om huvudstaden Ottawa. Rivière au Tonnerre ligger vid sjöarna  Lac Ducharme Lac Nicabau och Lac Verreault.
I omgivningarna runt Rivière au Tonnerre växer i huvudsak barrskog. Trakten runt Rivière au Tonnerre är nära nog obefolkad, med mindre än två invånare per kvadratkilometer.